# Burg Immendingen
Die Burg Immendingen, auch Burgstall genannt, ist eine abgegangene Höhenburg am Südhang des Höwenegg, 400 Meter südwestlich der Ruine Hewenegg und circa 2900 Meter südlich der Gemeinde Immendingen im Landkreis Tuttlingen in Baden-Württemberg.

## Geschichte
Die Burg wurde wohl während des 13. Jahrhunderts erbaut. Weitere Daten über die Anlage sind nicht bekannt, sie stand wohl in Zusammenhang mit der Burg Hewenegg. Nach 1917 wurde das Gelände als Steinbruch genutzt, wodurch die Reste der Burg endgültig vernichtet wurden.

## Beschreibung
Nach dem Burgenforscher Konrad Albert Koch bestand die ehemalige Burganlage aus einer rechteckigen, 20 mal 24 Meter großen Hauptburg und einer trapezförmigen 1500 Quadratmeter großen Vorburg.
Die 400 Quadratmeter große Kernburg, deren Ecken etwa in die vier Himmelsrichtungen zeigten, hatte im Süden eine abgerundete Ecke, die nördliche Ecke bestand aus einem rechteckigen Turm mit einer Grundfläche von acht mal 8,5 Meter. Die Ringmauer hatte eine Mauerstärke von zwei bis 2,8 Meter. Die beiden südlichen Seiten waren durch Steilabfall des Geländes geschützt, der Nordwestseite war ein Sohlgraben vorgelegt, auf dem die Vorburg folgt. Der Nordostseite waren ein Gebäude und zwei Gräben vorgelegt, hier und im Südwesten befanden sich wohl frühere Zugänge.
Die 40 mal 48 Meter große Vorburg war ebenfalls von einer Ringmauer und einem Graben umzogen. Im Norden befand sich außerdem ein weiterer Turm.